# Eupalamus longisuperomediae
Eupalamus longisuperomediae là một loài tò vò trong họ Ichneumonidae.